# Giuseppe Camperio
Giuseppe Francesco Camperio (Cuggiono, 24 aprile 1887 – ...) è stato un arbitro di calcio e calciatore italiano, di ruolo centrocampista.

## Carriera

### Calciatore
Nella sua breve carriera agonistica, che si svolse al Milan nel 1906, disputò alcuni incontri amichevoli, e vinse la Seconda Categoria.

### Arbitro
Camperio fu forse arbitro dal 1907 al 1912.

## Palmarès

### Calciatore

#### Club

##### Competizioni nazionali
- Seconda Categoria: 1

Milan II: 1906